# J-Ax & Friends
J-Ax & Friends è la seconda raccolta del rapper italiano J-Ax, pubblicata il 20 maggio 2016 dalla Sony Music.

## Descrizione
Contiene la maggior parte delle collaborazioni incise dal rapper durante i suoi 24 anni di carriera, passando da alcuni brani degli Articolo 31 come Domani con Paola Folli, Senza regole con Bengi o Tocca qui con Lory Asson, a quelli più recenti realizzati durante la sua carriera solista, come Maria Salvador con Il Cile o + stile con i The Styles. Riguardo alla pubblicazione, lo stesso J-Ax lo ha presentato attraverso la seguente dichiarazione:

## Tracce
CD 1
1. Domani (Articolo 31 feat. Paola Folli) – 5:04
2. Tocca qui (Articolo 31 feat. Lory Asson) – 4:22
3. Perché sì! (Articolo 31 feat. Kurtis Blow) – 3:52
4. Guapa loca (Articolo 31 feat. Carmelo Saenz Mendoza) – 5:35
5. L'impresa eccezionale (Articolo 31 feat. Lucio Dalla) – 4:44
6. Come uno su mille (Articolo 31 feat. Gianni Morandi) – 4:10
7. Io Zak e la tromba (Articolo 31 feat. DJ Zak) – 3:47
8. Strada di città (2000 Version) (Articolo 31 feat. Chief & Mia Cooper) – 5:36
9. Senza regole (Articolo 31 feat. Bengi (Ri Li Llo)) – 4:07
10. Stella sola (Articolo 31 feat. Francesca Touré) – 5:07
11. Buon sangue non mente (Articolo 31 feat. Grido) – 4:03
12. F**k You (Articolo 31 feat. Paola Turci) – 4:13
13. Gente che spera (Articolo 31 feat. Reverendo) – 4:08
14. Tu mi fai cantare (Articolo 31 feat. Paolo Brera (Xsense)) – 4:20
15. Come una pietra scalciata (Articolo 31 feat. Bob Dylan) – 4:10
16. Desolato (Enzo Jannacci feat. J-Ax & Paolo Jannacci) – 3:45
17. Il sole dentro di me (Pino Daniele feat. J-Ax) – 4:13

CD 2
1. Vecchia scuola (J-Ax feat. Jovanotti) – 3:18
2. Faccia come il cuore (Due di Picche) – 3:50
3. Rap n' Roll (J-Ax & Gué Pequeno) – 3:37
4. Due su due (Articolo 31 feat. Grido) – 4:39
5. Fare a meno di te (Due di Picche) – 4:16
6. Vai bello (J-Ax feat. Spaghetti Funk) – 3:28
7. Tre paperelle (J-Ax & Irene Viboras) – 3:50
8. Il commercialista (J-Ax feat. Marracash) – 3:37
9. Anni amari (J-Ax feat. Pino Daniele) – 3:54
10. + stile (J-Ax & The Styles) – 3:28
11. La mia ragazza mena (Articolo 31 feat. Bruno De Filippi) – 3:15
12. I gelati sono buoni (J-Ax feat. Freak Antoni) – 3:22
13. Reci-Divo (Live) (J-Ax con Jake La Furia) – 4:33
14. Questi ragazzini (Live) (con Cane Secco & Mistaman) – 3:25
15. Intro (J-Ax con Bianca Atzei) – 4:31
16. Maria Salvador (J-Ax con Il Cile) – 3:43
17. Bimbiminkia4life (J-Ax con Fedez) – 3:45
18. Uno di quei giorni (J-Ax con Nina Zilli) – 3:27
19. Man of Simple Pleasures (Remix) (Kasabian feat. J-Ax) – 4:13
20. Duedipicche (Dogozilla RMX) (Due di Picche feat. Don Joe) – 3:07

CD 3 – CD bonus presente nell'edizione deluxe
1. Old Skull (J-Ax coi Club Dogo) – 3:38
2. Caramelle (J-Ax con Neffa) – 3:38
3. La tangenziale (J-Ax con Elio) – 3:32
4. L'uomo col cappello (J-Ax con Pau) – 3:42
5. Nati così (J-Ax con Chiara) – 4:05
6. Mr. Fucker (Mondo Marcio feat. J-Ax) – 3:00
7. Una moneta e un sogno (Rocco Hunt feat. J-Ax & Gué Pequeno) – 2:59
8. Uomo nero (Two Fingerz feat. J-Ax) – 3:55
9. Senza fine (Gemelli DiVersi feat. J-Ax & Space One) – 5:34
10. A cena dai tuoi (Emis Killa feat. J-Ax) – 3:37
11. Spaghetti Funk Is Dead (Gemelli DiVersi feat. J-Ax, Space One & DJ Zak) – 4:26
12. Sempre noi (Max Pezzali feat. J-AX) – 4:33
13. A.A.D.D.S.S. (Space One feat. Spaghetti Funk) – 4:28
14. ...Quando ero vivo (Marracash feat. J-Ax) – 4:01
15. Dai dai dai (Don Joe feat. J-Ax & Shablo) – 4:25
16. Mollami (Remix) (Gué Pequeno feat. J-Ax) – 3:10
17. Il solito italiano (Boomdabash feat. J-Ax) – 3:23

## Classifiche
| Classifica (2016) | Posizione massima |
| ----------------- | ----------------- |
| Italia            | 8                 |